# Sylvain Bergère
Pour les articles homonymes, voir Bergère.
Sylvain Bergère, né le 12 mai 1964 à Troyes en France, est photographe, réalisateur, auteur de documentaires et de clips musicaux.

## Biographie
Après des études agricoles et un DUT de gestion du personnel, il quitte la Champagne pour Paris, suit une formation en photographie, devient assistant photographe au studio Alésia et pendant une année celui de Jacques Denarnaud.
Il commence en 1987 comme photographe dans l'émission de Thierry Ardisson, Bains de Minuit, pour la rubrique l’album de Sylvain Bergère, et dans le journal Globe pour la page Tapages nocturnes, écrit par Frédéric Beigbeder.
Il réalise au début des années 1990 des émissions musicales pour M6 : Avec ou sans rock, Rapline, Nouba, Fréquenstar
Puis des magazines pour Canal + : C’est pas le 20 heures, Le journal du cinéma, le vrai journal, le journal de la nuit, habillées pour l’hiver, En Aparté
En 1995, il filme, monte et réalise la première année de Paris Dernière, avec Thierry Ardisson.
Depuis 1998, il se consacre essentiellement à la réalisation de documentaires pour Arte, Canal + et France Télévision.

## Prix et récompenses
- 1997 : victoire du vidéo-clip pour C'est ça la France, de Marc Lavoine
- 1998 : victoire du vidéo-clip pour Savoir aimer, de Florent Pagny.

## Filmographie documentaire
- 1998 : Buenos Aires pour la série d'Arte « Voyage, voyage », sélectionné au festival de Saint Malo[4]
- 2000 : La Birmanie, pour la série d'Arte « Voyage, voyage », sélectionné aux festivals de Saint Malo et Biarritz[5]
- 2001 : Hongkong, pour la série d'Arte « Voyage, voyage », sélectionné aux festivals de Saint Malo et Dunkerque[6]
- 2003 : Les années Drogues, écrit par Stéphane Khémis & Jean Michel Gaillard[7]
- 2004 : L’Art et la Manière, Christine Spengler[8]
- 2004 : Exhibition, la Chute, écrit par Jean-Yves Jouannais[9]
- 2005 : Exhibition, le Vêtement, écrit par Jean-Yves Jouannais
- 2005 : Exhibition, le Sport, écrit par Jean-Yves Jouannais
- 2006 : Mister Big, grandeur et décadence du pénis, écrit par Fabien Henrion[10]
- 2007 : Faut-il avoir peur de Google, écrit par Stéphane Osmont, sélectionné au Festival Romafictionfest[11]
- 2008 : À la poursuite du Bonheur, écrit par Stéphane Osmont[12]
- 2009 : Romans made in New York, écrit par Nelly Kapriélian, FIPA  - Fipatel - Documentaires de création et Essais[13]
- 2010 : Sexe, Amour & Société, pour Infra-Rouge, écrit par Rachel Kahn[14]
- 2011 : Générations Scarface, écrit par Nicolas Lesoult, FIPA situations de la création française
- 2012 : Histoire d’Homos, écrit par Voto & Goa[15]
- 2012 : Pir@tage, écrit Étienne Rouillon
- 2013 : La Hongrie de Peter Nadas & Peter Esterhazy, écrit par Francesca Isidori
- 2013 : Une contre-Histoire de l’Internet, écrit par Jean Marc Manach et Julien Goetz
- 2014 : 24 heures en 1913, co-écrit avec Benoit Gautier[16]
- 2014 : Tiki Pop, Co-écrit avec Nathalie Lévy-Lang[17]
- 2015 : Les Batailles du Louvre, co-écrit avec Antoine de Gaudemar[18]
- 2016 : Les Grands Mythes, écrit par François Busnel & Gilbert Sinoué[19]
- 2016 : Magritte, la trahison des images, co-écrit avec Didier Ottinger, sélectionné au festival international du film d’Art de Montréal[20]
- 2017 : Anne Morgan, une américaine sur le front, co-écrit avec Benoit Gautier, sélectionné au festival international du film d’histoire de Pessac[21]
- 2019 : DAHO par Daho, écrit par Christophe Conte, sélectionné au festival Musical Écran de Bordeaux[22]
- 2020 : Boris Vian, un cœur qui battait trop fort, co-écrit avec Stéphane Benhamou[23]
- 2020 : Deux couples à Hollywood, co-écrit avec Patrick Glâtre, sélectionné au festival Bologne[24]
- 2021 : Gainsbourg, toute une vie, co-réalisé avec Stéphane Benhamou, sélectionné au festival Carcassonne
- 2021 : Georgia O’Keeffe, co-écrit avec Didier Ottinger[25]
- 2024 : Révolutions Surréalistes, co-écrit avec Didier Ottinger[26]
- 2024 : Les mythes vikings, écrit par François Busnel